# Karma Nedo Depa Gön
| Tibetische Bezeichnung                            |
| ------------------------------------------------- |
| Wylie-Transliteration: karma gnas mdo dad pa dgon |
| Chinesische Bezeichnung                           |
| Vereinfacht: 代巴寺                               |
| Pinyin:Dàibā sì                                   |

Karma Nedo Depa Gön  (tib.: karma gnas mdo dad pa dgon), oder kurz: Depa-Kloster, ist ein Kloster der Nedo-Kagyü-Schule in der Stadt Yushu 玉树市 in Qinghai. Es liegt in der Gemeinde Xia Laxiu 下拉秀乡 (Xia Raqug). Es wurde von (chin.) Daiba Meilang Jiacuo 代巴美朗加措, einem Schüler des Nedo-Kagyü-Gründers Karma Chagme, gegründet. Es blickt auf eine über 300-jährige Geschichte zurück. Ursprünglich hatte der Rakshül (rag zul)-Stamm die Jurisdiktion über das Kloster. Unter den mongolischen Oiraten erlitt es Verluste.

## Depa Rinpoche
Die Inkarnationsreihe der Depa Rinpoches (gnas mdo dad pa rin po che), eine der beiden Inkarnationsreihen des Klosters, hat neun Vertreter.